# Bërnica e Poshtme
Bërnica e Poshtme (albanisch auch Bërnicë e Poshtme oder auch Bërnica/ë i Ultë, serbisch Доња Брњица Donja Brnjica) ist ein Dorf im Zentrum des Kosovo. Bërnica e Poshtme gehört zur Gemeinde Pristina. Die Stadt Pristina ist etwa acht Kilometer entfernt.

## Geographie
Bërnica e Poshtme befindet sich westlich von Bërnica e Epërme und unterhalb von Truda. Etwa fünfzehn Kilometer südwestlich befindet sich Fushë Kosova.

## Geschichte
Im Dorf finden sich prähistorische Fundstätten, die auf der Liste der Kulturdenkmäler im Kosovo aufgelistet sind.
Seit 2024 wird in Bërnica e Poshtme das Sunny Hill Festival veranstaltet. Das 17 Hektar große Gelände wurde von der Gemeinde Pristina für 99 Jahre an Dua Lipa verpachtet und darf im Sommer während sechs Wochen nicht für andere  Anlässe genutzt werden.

## Bevölkerung

### Ethnien
| Jahr | Einwohner |
| ---- | --------- |
| 1948 | 470       |
| 1953 | 537       |
| 1961 | 609       |
| 1971 | 615       |
| 1981 | 681       |
| 1991 | 658       |
| 2011 | 549       |

Laut Volkszählung 2011 hatte Bërnica e Poshtme damals 549 Einwohner. Davon bezeichneten sich 301 (54,83 %) als Albaner, 245 (44,63 %) als Serben, drei weitere Einwohner machten keine Angaben.

### Religion
2011 bekannten sich von den 549 Einwohnern 297 zum Islam, 245 Personen zur Orthodoxen Kirche, vier haben keine Glaubensrichtung und drei Personen gaben keine Antwort bezüglich ihres Glaubens.

## Infrastruktur
Unweit des Dorfes befinden sich die M-25 und die Autostrada R 7. Die Autostrada endet heute an einem Kreisverkehr bei Truda. Sie soll als Teil der Paneuropäische Verkehrskorridore im Juli bis nach Podujeva über Besia ergänzt werden. Medien berichten, dass die M-25 dafür vierspurig ausgebaut wird. In der Zukunft soll die Autobahn bis zum Grenzübergang Merdare an der serbisch-kosovarischen Grenze verlaufen. In Serbien soll dann die Strecke bis Niš fortgesetzt werden. Aleksandar Vučić sagte, dass diese Arbeiten im Jahr 2016 beginnen werden, doch bis heute ist nichts umgesetzt worden.